# MacGregor Sharp
MacGregor Sharp (* 1. Oktober 1985 in Red Deer, Alberta) ist ein ehemaliger kanadischer Eishockeyspieler und derzeitiger -trainer, der im Verlauf seiner aktiven Karriere zwischen 2005 und 2022 unter anderem annähernd 270 Spiele für den HC Bozen, die Vienna Capitals und den EC VSV in der österreichischen Erste Bank Eishockey Liga (EBEL) auf der Position des Centers bestritten hat. Sowohl mit Bozen als auch mit Wien gewann Sharp den Meistertitel der EBEL sowie die jeweilige Landesmeisterschaft.

## Karriere

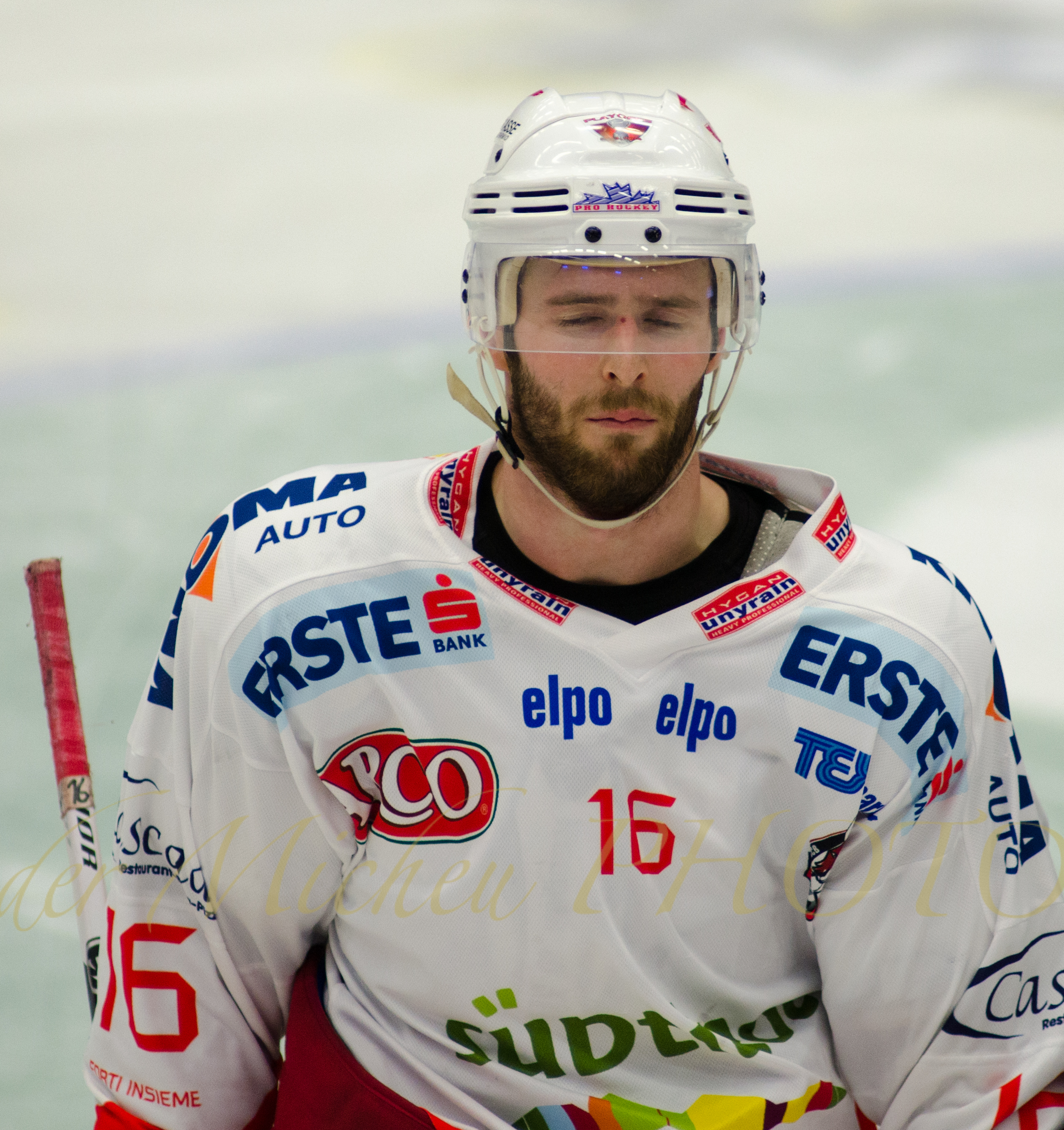
MacGregor Sharp im Trikot des HC Bozen (2014)

MacGregor Sharp begann seine Karriere als Eishockeyspieler bei den Red Deer Rebels Black, für die er von 2000 bis 2001 in der Alberta Major Bantam Hockey League aktiv war. Anschließend ging er für eine Spielzeit für die Red Deer Chiefs in der Alberta Midget Hockey League aufs Eis. Im Anschluss war Sharp bei den Camrose Kodiaks aktiv und ging für die Mannschaft von 2002 bis 2005 in der kanadischen Juniorenliga Alberta Junior Hockey League (AJHL) auf Torejagd. Anschließend spielte der Center vier Jahre lang für die Mannschaft der University of Minnesota Duluth in der Western Collegiate Hockey Association (WCHA), ehe er Ende März 2009 als Free Agent einen Vertrag bei den Anaheim Ducks aus der National Hockey League (NHL) unterschrieb.
Für deren damaliges Farmteam, die Iowa Chops aus der American Hockey League (AHL), gab er gegen Ende der Saison 2008/09 sein Debüt bei den Profis. Die folgende Spielzeit begann der Linksschütze bei den Bakersfield Condors in der ECHL. Dort konnte er mit vier Toren und zehn Vorlagen in 15 Spielen überzeugen, sodass er zunächst in den Kader von Anaheims neuem AHL-Kooperationspartner San Antonio Rampage berufen wurde. Am 19. November 2009 gab Sharp im Spiel gegen die Tampa Bay Lightning sein Debüt für die Ducks in der NHL. Nachdem er das Trainingscamp im September 2010 bei den Anaheim Ducks verbracht hatte, wurde der Linksschütze bei der zweiten Kaderreduktion zu den Syracuse Crunch in die AHL geschickt. Ende Februar 2011 gaben ihn die Kalifornier kurz vor der Trade Deadline in einem Tauschhandel gemeinsam mit Maxim Lapierre im Austausch für Joël Perrault und einem Drittrunden-Wahlrecht im NHL Entry Draft 2012 an die Vancouver Canucks ab.
Im Sommer 2011 wechselte der Kanadier zum HC Bozen in die italienische Serie A1. Dort gewann er mit dem Verein aus Südtirol in der Saison 2011/12 die Italienische Meisterschaft. Zwei Jahre später erreichte er mit dem Gewinn der Erste Bank Eishockey Liga (EBEL), wiederum mit dem HC Bozen, den größten Erfolg seiner bisherigen sportlichen Laufbahn. Im Mai 2014 gaben die Schwenninger Wild Wings aus der Deutschen Eishockey Liga (DEL) die Verpflichtung Sharps bekannt.
Im April 2015 kehrte Sharp in die EBEL zurück, als er von den Vienna Capitals verpflichtet wurde. Mit den Capitals gewann er im Frühjahr 2017 sowohl den Meistertitel der EBEL als auch die Österreichische Meisterschaft. Ab Februar 2018 spielte der Stürmer beim EHC Olten in der Swiss League, ehe er zur Saison 2018/19 abermals in die EBEL zurückkehrte und einen Vertrag beim EC VSV unterschrieb. Es folgte eine Spielzeit beim dänischen Erstligisten Sønderjysk Elitesport, mit denen er den IIHF Continental Cup gewann, bevor er seine aktive Karriere von 2020 bis 2022 beim italienischen Verein Ritten Sport in der Alps Hockey League ausklingen ließ.
Bei Ritten übernahm Sharp anschließend erstmals einen Trainerposten, als er zur Saison 2022/23 zum Assistenztrainer ernannt wurde. Ab der folgenden Spielzeit betreute er in gleicher Funktion zusätzlich die U19-Mannschaft des Vereins.

## Erfolge und Auszeichnungen
| - 2003 Rogers-Wireless-Cup-Gewinn mit den Camrose Kodiaks - 2003 Doyle-Cup-Gewinn mit den Camrose Kodiaks - 2003 AJHL South All-Rookie Team - 2005 Rogers-Wireless-Cup-Gewinn mit den Camrose Kodiaks - 2005 Doyle-Cup-Gewinn mit den Camrose Kodiaks - 2009 Broadmoor-Trophy-Gewinn mit der University of Minnesota Duluth - 2009 WCHA All-Academic Team | - 2012 Italienischer Meister mit dem HC Bozen - 2012 Supercoppa-Italiana-Gewinn mit dem HC Bozen - 2014 EBEL-Meister mit dem HC Bozen - 2014 Bester Torschütze der EBEL-Playoffs - 2017 EBEL-Meister mit den Vienna Capitals - 2017 Österreichischer Meister mit den Vienna Capitals - 2020 IIHF-Coninental-Cup-Gewinn mit Sønderjysk Elitesport |

## Karrierestatistik
(Legende zur Spielerstatistik: Sp oder GP = absolvierte Spiele; T oder G = erzielte Tore; V oder A = erzielte Assists; Pkt oder Pts = erzielte Scorerpunkte; SM oder PIM = erhaltene Strafminuten; +/− = Plus/Minus-Bilanz; PP = erzielte Überzahltore; SH = erzielte Unterzahltore; GW = erzielte Siegtore; 1 Play-downs/Relegation; Kursiv: Statistik nicht vollständig)